# Wereldkampioenschappen noords skiën 2003
De wereldkampioenschappen noords skiën 2003 werden van 18 februari tot en met 1 maart 2003 gehouden in Val di Fiemme.

## Wedstrijdschema
| Februari/maart     | 18 | 19 | 20 | 21 | 22 | 23 | 24 | 25 | 26 | 27 | 28 | 1 | T  |
| ------------------ | -- | -- | -- | -- | -- | -- | -- | -- | -- | -- | -- | - | -- |
| Langlaufen         | 1  | 1  | 1  | 1  | 1  | 1  | 1  | 1  | 2  |    | 1  | 1 | 12 |
| Noordse combinatie |    |    |    | 1  |    |    | 1  |    |    |    | 1  |   | 3  |
| Schansspringen     |    |    |    |    | 1  | 1  |    |    |    |    | 1  |   | 3  |
| Finales            | 1  | 1  | 1  | 2  | 2  | 2  | 2  | 1  | 2  | 0  | 3  | 1 | 18 |

## Medailles

### Langlaufen

#### Mannen
| Onderdeel                           | Goud | Goud                                                         | Zilver | Zilver                                                          | Brons | Brons                                                          |
| ----------------------------------- | ---- | ------------------------------------------------------------ | ------ | --------------------------------------------------------------- | ----- | -------------------------------------------------------------- |
| Sprint (vrije stijl)                | SWE  | Thobias Fredriksson                                          | NOR    | Håvard Bjerkeli                                                 | NOR   | Tor Arne Hetland                                               |
| 15 km klassiek                      | GER  | Axel Teichmann                                               | EST    | Jaak Mae                                                        | NOR   | Frode Estil                                                    |
| 10 km + 10 km dubbele achtervolging | SWE  | Per Elofsson                                                 | NOR    | Tore Ruud Hofstad                                               | SWE   | Jörgen Brink                                                   |
| 30 km klassiek massastart           | NOR  | Thomas Alsgaard                                              | NOR    | Anders Aukland                                                  | NOR   | Frode Estil                                                    |
| 50 km vrije stijl                   | CZE  | Martin Koukal                                                | SWE    | Anders Södergren                                                | SWE   | Jörgen Brink                                                   |
|                                     |      |                                                              |        |                                                                 |       |                                                                |
| 4 × 10 km estafette                 | NOR  | Anders Aukland Frode Estil Tore Ruud Hofstad Thomas Alsgaard | GER    | Jens Filbrich Andreas Schlütter René Sommerfeldt Axel Teichmann | SWE   | Anders Södergren Per Elofsson Mathias Fredriksson Jörgen Brink |

#### Vrouwen
| Onderdeel                         | Goud | Goud                                                       | Zilver | Zilver                                                                 | Brons | Brons                                                                |
| --------------------------------- | ---- | ---------------------------------------------------------- | ------ | ---------------------------------------------------------------------- | ----- | -------------------------------------------------------------------- |
| Sprint (vrije stijl)              | NOR  | Marit Bjørgen                                              | GER    | Claudia Künzel                                                         | NOR   | Hilde Gjermundshaug Pedersen                                         |
| 10 km klassiek                    | NOR  | Bente Skari                                                | EST    | Kristina Šmigun                                                        | NOR   | Hilde Gjermundshaug Pedersen                                         |
| 5 km + 5 km dubbele achtervolging | EST  | Kristina Šmigun                                            | GER    | Evi Sachenbacher                                                       | RUS   | Olga Savjalova                                                       |
| 15 km klassiek massastart         | NOR  | Bente Skari                                                | EST    | Kristina Šmigun                                                        | RUS   | Olga Zavyalova                                                       |
| 30 km vrije stijl                 | RUS  | Olga Savjalova                                             | RUS    | Jelena Boeroekina                                                      | EST   | Kristina Šmigun                                                      |
|                                   |      |                                                            |        |                                                                        |       |                                                                      |
| 4 × 5 km estafette                | GER  | Manuela Henkel Viola Bauer Claudia Künzel Evi Sachenbacher | NOR    | Anita Moen Marit Bjørgen Hilde Gjermundshaug Pedersen Vibeke Skofterud | RUS   | Natalja Korosteleva Olga Savjalova Jelena Boeroekina Nina Gavriljoek |

### Noordse combinatie
| Onderdeel       | Goud | Goud                                                          | Zilver | Zilver                                                          | Brons | Brons                                                       |
| --------------- | ---- | ------------------------------------------------------------- | ------ | --------------------------------------------------------------- | ----- | ----------------------------------------------------------- |
| 7,5 km sprint   | USA  | Johnny Spillane                                               | GER    | Ronny Ackermann                                                 | AUT   | Felix Gottwald                                              |
| 15 km Gundersen | GER  | Ronny Ackermann                                               | AUT    | Felix Gottwald                                                  | FIN   | Samppa Lajunen                                              |
|                 |      |                                                               |        |                                                                 |       |                                                             |
| 4 x 5 km team   | AUT  | Michael Gruber Wilhelm Denifl Christoph Bieler Felix Gottwald | GER    | Thorsten Schmitt Georg Hettich Björn Kircheisen Ronny Ackermann | FIN   | Hannu Manninen Jouni Kaitainen Jaakko Tallus Samppa Lajunen |

### Schansspringen

#### Mannen
| Onderdeel         | Goud | Goud                                                | Zilver | Zilver                                                         | Brons | Brons                                                               |
| ----------------- | ---- | --------------------------------------------------- | ------ | -------------------------------------------------------------- | ----- | ------------------------------------------------------------------- |
| Normale schans    | POL  | Adam Małysz                                         | NOR    | Tommy Ingebrigtsen                                             | JPN   | Noriaki Kasai                                                       |
| Grote schans      | POL  | Adam Małysz                                         | FIN    | Matti Hautamäki                                                | JPN   | Noriaki Kasai                                                       |
| Team grote schans | FIN  | Janne Ahonen Tami Kiuru Arttu Lappi Matti Hautamäki | JPN    | Kazuyoshi Funaki Akira Higashi Hideharu Miyahira Noriaki Kasai | NOR   | Tommy Ingebrigtsen Lars Bystøl Sigurd Pettersen Bjørn Einar Romøren |

### Medailleklassement
| Plaats | Land             | Goud | Zilver | Brons | Totaal |
| 1      | Noorwegen        | 5    | 5      | 6     | 16     |
| 2      | Duitsland        | 3    | 5      | 0     | 8      |
| 3      | Zweden           | 2    | 1      | 3     | 6      |
| 4      | Polen            | 2    | 0      | 0     | 2      |
| 5      | Estland          | 1    | 3      | 1     | 5      |
| 6      | Rusland          | 1    | 1      | 3     | 5      |
| 7      | Finland          | 1    | 1      | 2     | 4      |
| 8      | Oostenrijk       | 1    | 1      | 1     | 3      |
| 9      | Tsjechië         | 1    | 0      | 0     | 1      |
| 9      | Verenigde Staten | 1    | 0      | 0     | 1      |
| 11     | Japan            | 0    | 1      | 2     | 3      |
|        | Totaal           | 18   | 18     | 18    | 54     |